# X всемирный конгресс эсперантистов

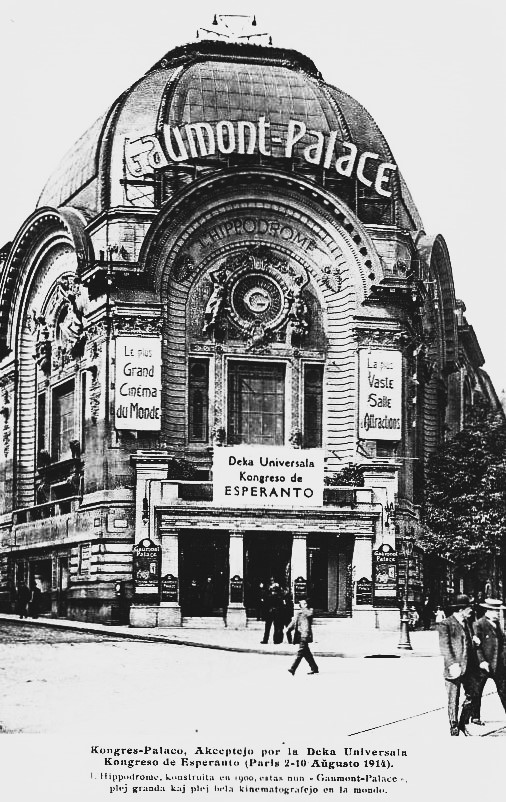
Особняк Gaumont-Palace

X Всемирный конгресс эсперантистов планировалось провести в Париже в августе 1914 года, открытие было запланировано на 2-е августа. Для участия в конгрессе зарегистрировалось 3700 эсперантистов, из них 2500 иностранцев. Для проведения конгресса был арендован особняк Gaumont-Palace на Монмартре, где на торжественном открытии конгресса должен был выступить с приветственной речью Поль Пенлеве. Во время конгресса планировалось демонстрация ряда театральных постановок на эсперанто, в частности, «Жорж Данден» Мольера и другие.
Конгресс был отменён из-за начавшейся 1 августа 1914 года первой мировой войны.
Л.Заменгофа начало войны застало в Кёльне, откуда он направлялся в Париж. Будучи подданным Российской империи, он подлежал интернированию в Германии. Чтобы избежать интернирования, Заменгоф направился обратно к российской границе, но поскольку она уже была закрыта, ему пришлось возвращаться в Варшаву кружным путём, через Швецию-Финляндию-Санкт-Петербург.